# Olios paraensis
Olios paraensis là một loài nhện trong họ Sparassidae.
Loài này thuộc chi Olios. Olios paraensis được Eugen von Keyserling miêu tả năm 1880.